# Korovakill
KorovaKill ist eine österreichische Avantgarde-Metal-Band. Sie ging im Jahr 2000 aus der aufgelösten Band Korova hervor. Die Besetzung besteht aus Sänger und Gitarrist Chrystof Niederwieser (u. a. Angizia), Schlagzeuger Moritz Neuner (u. a. Dornenreich, Abigor, Atrocity, Graveworm und Leaves’ Eyes) und Keyboarder Renaud Tschirner (Elend).

## Bandgeschichte
Die Kernbesetzung von KorovaKill war in den 1990er Jahren als Korova aktiv. Ihre beiden Alben A Kiss in the Charnel Fields (1995) und Dead Like an Angel (1998) zählen zu den Frühwerken der Avantgarde-Metal-Bewegung. Korova wurde im Jahr 2000 aufgelöst und wenige Monate später als KorovaKill reformiert. 2001 veröffentlichten KorovaKill das Album WaterHells auf dem amerikanischen Label Red Stream. Das Album wurde von Markus Stock produziert und enthält 12 Lieder, welche nahtlos ineinander übergehen und ein Gesamtkonzept bilden. Es handelt von einem Mann, der ohne Erinnerung mitten am Meer treibend erwacht und dann in die Tiefen hinabsinkt.
Das bislang einzige Album WaterHells wurde Ende 2009 von den Lesern des Web-Magazins Avantgarde-Metal.com in die Top 10 der wichtigsten Avantgarde-Metal-Alben des Jahrzehnts gewählt.
2011 gaben KorovaKill ihr Comeback bekannt. 10 Jahre nach WaterHells soll im September 2011 das Konzeptalbum PhantasmaChronica veröffentlicht werden. Zudem verkündete die Band ihre Umbenennung in Chryst.

## Diskografie
- 2001: WaterHells (Red Stream)